# 서문 (성씨)
서문(西門)씨는 중국과 한국의 성씨이다. 서문(西門)씨는 2015년 대한민국 통계청 인구주택총조사에서 2,028명으로 조사되었다. 본관은 안음(安陰)과 여음(女陰)이다.

## 기원
서문씨(西門氏)는 중국 양국(梁國, 강소성 서해도 갈산)에서 나온 성씨이다. 춘추시대 정(鄭)나라 대부(大夫)가 살고 있던 지명에서 따왔다고 한다.

## 안음 서문씨
안음 서문씨(安陰 西門氏)의 시조 서문기(西門記)는 중국 하남성 출신의 원나라 진사(進士)로 1351년(충정왕 3년) 공민왕의 비인 노국대장공주(魯國大長公主)를 배종하고 고려에 들어와서 안음군(安陰君)에 봉해졌다. 안음(安陰)은 경상남도 함양군(咸陽郡) 안의면과 거창군(居昌郡) 마리면 일대의 조선시대 행정구역이다. 조선시대 무과 급제자로 서문형(西門浻)이 있고, 생원시 합격자로는 서문선(西門墠)이 있다.

## 여음 서문씨
여음 서문씨(女陰 西門氏)의 기원은 알 수 없으며, 안음을 오기하여 오집계된 것으로 추정된다. 5명만이 사용하고 있다.